# 得生寺 (桜川市)
得生寺（とくしょうじ）は、茨城県桜川市真壁町古城にある浄土宗の寺院である。山号は蓮台山（れんだいさん）。院号は地福院（じふくいん）。

## 歴史
延徳2年（1490年）、真壁城大手前の地に得生寺は開創された。
開創の当時は念仏堂程度の規模のものと考えられるが江戸時代に入り下野国（栃木県）大沢村浄土宗円通寺（浄土宗名越派）の第14世然蓮社良賢上人の入山により幕府より黒印地7石を給せられ寺格が認められて今日の基礎が固まった。
旧本堂は第9世称蓮社良専上人が発願、計画し第10世厳蓮社良庄上人の代、西暦1700年頃に完成し、以来昭和53年2月まで約300年間にわたり念仏の法灯を伝えてきた。
得生寺は歴代住職が教義宣布の傍ら近隣の子弟教育につとめ、学問の寺として親しまれてきた。
特に第22世開蓮社智誠上人は40年間に亘り数百人の教え子をもち、その薫陶を受けた人々が各方面にて活躍した。
昭和7年第23世温蓮社良信上人（昭和53年大僧正を追贈さる）はこの伝統の中で当寺境内に「隣保館」を設立し、大乗仏教精神に基く青少年教育、社会福祉事業を推進し、マハヤナ学園、淑徳大学の創立者となった。
第24世白蓮社俊峨上人は、終戦（昭和24年）後疎開していた文化人を登用して「光明文化学園」を開設し信仰を中心とした総合的文化活動（茶道・華道・箏曲・書道・洋和裁・英語・中国語）を約10年間に亘って展開した。最盛時には学生800人を擁した。
又、俊峨上人は「隣保館・幼児部」を更に発展させ昭和23年の児童福祉法制定の翌年保育所としての認可を受け定員70名（平成24年現在定員250名）の私立「真壁保育園」を発足させ、現在まで多数の卒園児を輩出している。
本堂再建は俊峨上人代、昭和54年11月3日竣工落慶式が挙行された。

## 交通アクセス

### 自動車
- 下館方面から 下館から真壁、石岡方面に県道７号線を直進、「真壁消防署前」交差点左折、「伝正寺入口」交差点左折、左手に得生寺。
- 常磐自動車道 土浦北ICより　40分 土浦北ICを「つくば新治方面」に降り国道125号線に入る。そのまま道なりに直進（途中県道41号線に入る）、「伝正寺入口」交差点左折、左手に得生寺。
- 北関東自動車道 桜川筑西ICより15分 桜川筑西ICの交差点を左折して国道50号線に入る。「鍬田」交差点を右折、県道41号線を直進、「伝正寺入口」交差点右折、左手に得生寺。

### 鉄道
- JR水戸線 下館駅、新治駅、大和駅、岩瀬駅　からタクシーで15〜20分
- つくばエクスプレス つくば駅からタクシーで約35分

### バス
- 桜川市・つくば市間広域連携バス「下宿」バス停から徒歩6分